# Аноректални меланом
Аноректални меланом (AРM)  или  аноректални мукозни меланом (АРММ) редак је агресивни рак који почиње у анусу или ректуму (задњи пролаз), са израженом способношћу ране инфилтрације, удаљеног ширења и лошом прогнозом.  Први опис болести у литератури датира из 1897. године од стране др Мура.
Развија се из ћелија званих меланоцити, који кожи дају боју. Меланом обично почиње на кожи. Али постоји и мали број меланоцита у слузокожи које облаже различите делове тела, укључујући анус и ректум. Меланом који се развија у слузокожи назива се меланом слузокоже.
Крварење по типу хемороидалног, осећај притиска и дискомфор најчешћи су клинички симптоми. 
Највећи број студија показао је да се око трећине АРМ оперише под клиничком сликом хемороида.

## Епидемиологија
Аноректални меланоми чине мање од 1% аноректалних тумора. Учесталост је слична међу расним и етничким групама. АРМ се чешће јављају између шесте и осме деценије живота (медијана животног доба оболелих је око 60 година), уз нешто већу предоминацију женског пола.
Најмање 20% болесника има метастазе у регионалним лимфним чворовима, а још 20% до 40% има и удаљене метастазе. 

## Етиопатогенеза
Аноректални меланом (АРМ) је тумор који потиче од меланоцита - ћелија које производе меланин - и који се развија у аналном каналу. Узроци аноректалног меланома су непознати. Може се јавити у било ком узрасту. Али већа је вероватноћа да ће утицати на људе старије од 60 година.
Познато је да квасци Malassezia имају способност да производе протеине, који су агонисти за арил угљоводоничне рецепторе (АхР), што је повезано са њиховим могућим канцерогеним потенцијалом и способношћу да учествују у развоју меланома коже аноректалног предала, посебно код пацијената са себореичним дерматитисом (СД).
Већина лезија је локализована око зупчасте линије (лат. linea dentata) и испод ње у аналном каналу, док се ретко налазе у ректалној мукози и изнад ње. Иако се микроскопски чини да већина АРМ садрже меланин, макроскопски, најмање четвртина њих не садрже очигледан меланин. Зато многи АРМ немају типичну тамну боју кожних меланома. 
Просечна величина тумора је 3-4 cm и често су повезани са in situ лезијама. Стандардна класификација за кожни меланом није одговарајућа за AРM, с обзиром на то да је већина тумора дебља од 4 мм. Није доказано да је дебљина тумора поуздан предиктор исхода болести, као ни метастазе у лимфним чворовима, хистолошки подтип или пол.

## Клиничка слика
Најчешћи симптом је крварење из задњег пролаза (ануса или ректума).
Остали могући симптоми укључују:
- бол или свраб у задњем пролазу
- кврга у задњем пролазу
- квржица или оток у препонама
- промена у навикама црева (пролив, затвор или инконтиненција)
- осећај дефекације, иако су црева празна.

Друга стања, као што су хемороиди, могу изазвати неке од ових симптома. Али ако имате било које од њих, важно је да их прегледа ваш лекар опште праксе.
Рак је карактеристичног изгледа (полипоидних лезија), често улцерисан, иако су вилозни и равни облици такође чести.

## Дијагноза
У преоперативној евалуацији потребно је урадити компјутеризовану томографију грудног коша, абдомена и карлице (или ПET-скенер уколико је доступан). 
Ендоскопскиултразвук за процену дубине продора тумора за идентификацију пацијената који могу да буду подвргнути мање екстензивној хирургији анализиран је само на малом броју пацијената. 

## Терапија
Око једне трећине болесника с операбилним (неметастатским) АРМ има индикацију за АПР у циљу потпуне ресекције. Ширина ивица ресекције за обе процедуре није процењена, али су Ward и сарадници препоручили удаљеност од 2 cm (15). Код пацијената с метастазама у лимфним чворовима индикована је дисекција у оквиру операције примарне лезије, а у циљу локорегионалне контроле болести. Најчешће су захваћени ингвинални чворови, док је висок проценат пелвичних метастаза показан само у једној студији с АПР. Укупно преживљавање није знатније повезано с метастазама у регионалним лимфним чворовима, али су оне повезане с високим ризиком за удаљене метaстазе. Из тог разлога, елективне дисекције немају значаја и нису индиковане.
Новије студије показују врло сличне стопе локалне контроле и укупног преживљавања за обе процедуре у периоду од 1984. до 2003. године, када је TAE постала стандардна терапија. Највећа студија о АРМ објављена је 2010. године у Америци, на 183 лечена пацијента у периоду од 1973. до 2003. године. Ни у тој студији није било знатније разлике у укупном преживљавању пацијената лечених АПР или TAE. Медијана преживљавања је износила 16 месеци за АПР и 18 месеци за TAE, а петогодишње преживљавање 16,8% за АПР и 19,3% за TAE. Закључак студије је да је очување сфинктера значајан циљ у лечењу.
Меланом у кожи изван аналног канала треба сматрати кожним меланомом и третирати на одговарајући начин. 
Лимфонодалне метастазе имају прогностички значај, па концепт SLNB и селективне лимфаденектомије може да се сматра корисним. Селективне лимфаденектомије доприносе избегавању потенцијално касних терапијских дисекција код великих лимфнодалних рецидива без удаљене болести. Потребна су даља истраживања како би се утврдила права улога SLNB код АРМ. Лимфаденектомија је индикована у оквиру операције примарног AРM код доказаних регионалних метастаза.

## Прогноза
Укупно преживљавање пацијената с AРM је лоше. Пацијенти с болешћу ограниченом на анални канал имају петогодишње преживљавање око 35%, а медијану преживљавања око 30 месеци. Пацијенти с регионалном болешћу имају медијану преживљавања од 20 месеци, а болесници с удаљеним метастазама ретко преживе 12 месеци.
Искуство указује на то да ће већина пацијената с АРМ, уз развој удаљених метастаза, умрети од болести у року од две године. Најчешће локације удаљених метастаза су плућа (преко 50%), затим јетра, мозак и гастроинтестинални тракт. Поступак с удаљеним метастазама је сличан као и код меланома коже. Радиотерапија може да има улогу у палијацији локалног, регионалног и удаљеног рецидива болести.